# Афра Сарачоглу
Афра Сарачоглу (тур. Afra Saraçoglu, нар. 2 грудня 1997) — турецька акторка. Відома своїми ролями Едже у «Пані Фазілет і її доньки», Хаят у «Діти сестер» й Тюлін Сайґи в «Єшільчам». Найбільше визнання їй принесла роль Сейран у серіалі «Перелітний птах».

## Біографія
Сім'я Сарачоглу родом з Центральної Анатолії, невеликого міста Ескішехір.
Дитинство Афри пройшло на березі річки Порсук. Вона з дитинства хотіла виступати в театрі, часто грала сценки перед родичами. Любила шити, своїми руками готувала костюми до вистав.
Коли Афра була маленькою, її батьки розлучилися. Вихованням займалася мати, а батько переїхав до Стамбула й не намагався налагодити відносини з дочкою. Своєю сім'єю акторка вважає маму, дідуся й бабусю, а на батька досі ображена: «Він нічого не зробив для мене, не хотів зі мною бачитися. Я вважаю, батько повинен приділяти час дитині навіть після розлучення» — сказала Сарачоглу в інтерв'ю для журналу «Hürriyet».

## Кар'єра

### Модельна сфера
У 19 років дівчина пройшла кастинг в модельне агентство. У неї не було акторської або іншої вищої освіти. Зйомки в роликах приносили невеликі гроші. Після кількох успішних робіт Афру запросили в серйозний проект.

### 2016 рік: початок роботи в кіно
Афра Сарачоглу дебютувала як акторка у фільмі «Другий шанс». Це історія любові, де обидва партнери обтяжені спогадами про минулі відносини. Життя дає можливість почати все спочатку.
Сарачоглу подобається грати сильних жінок.
Друга робота акторки — роль Кайли у фільмі «Поганий хлопець». Героїня Афри переїжджає в нове місто до батька і намагається адаптуватися на новому місці. У цьому Кайлі допомагає сусід-інтроверт, якого грає Толга Сариташ. Критики позитивно відгукнулися про акторську роботу, відзначили пару Сарачоглу й Сариташа.

### 2017—2021 рік: здобуття популярності
У 2017 році Афра знялася відразу в трьох фільмах. Два фільми вийшли в прокат у грудні, далі — довгий серіал з декількох сезонів. Бувало так, що дівчина працювала в одному проекті, а наступного дня вживалася в нову роль на іншому знімальному майданчику. Акторка згадує в інтерв'ю, що зйомки були інтенсивними й часто доводилося працювати понаднормово.
У серіалі «Пані Фазілет і її доньки» Сарачоглу грає Едже, мрійливу й наївну молоду дівчину. Вона закохана в бідного хлопця. Едже ніхто не розуміє, і навіть мати відвернулася від неї. Акторка зізнається, що ця роль навчила її нікому не довіряти в житті. Серіал став популярним як на батьківщині, так і за кордоном. В Україні транслювався на телеканалі «Інтер».
Наступною роботою стала кінокартина «Добра гра», де Сарачоглу грала роль сучасної дівчини Ади, яка захоплюється відеоіграми. Її героїня весь день проводить в інтернеті: веде блог, записує ролики. Одного разу їй випадає шанс взяти участь у міжнародних змаганнях. Там вона зустрічає свою любов.
У фільмі «Чи це любов?» акторка зіграла Гюлум — розумну дівчину, що має дар до малювання. Стійкий, рішучий характер дозволяє їй досягати висот. Але, на жаль, кар'єра переважає й на особисте життя не залишається часу. Гюлум нещасна й ніяк не може завести серйозні відносини. Це улюблена роль акторки. У журналі «Milliyet» вона розповіла шанувальникам, що у них з героїнею багато спільного: це сильна, непохитна жінка з великою життєвою енергією. Дівчина зізначає в інтерв'ю, що їй неймовірно пощастило — її колегами були знамениті зірки кіно з багатим досвідом. Вона багато чому навчилася в них.
Ще одна робота Сарачоглу — серіал «Діти сестер». Її героїня Хаят — амбітна особистість, в житті нею керує пристрасть і впертість. Вона не приховує своїх емоцій. Єдина підтримка 20-річної Хаят — її мати. Цим акторка схожа зі своїм персонажем
Разом з Чагатаєм Улусоєм і Селін Шекерджі вона зіграла в серіалі BluTV «Єшільчам», який розповідає про стару турецьку кіноіндустрію.

### 2022: головна роль у серіалі «Перелітний птах»
У вересні 2022 року вийшов серіал «Перелітний птах», в якому Сарачоглу зіграла роль головної героїні — Сейран. Серіал розповідає про Халіса Агу, голову однієї з шанованих сімей Газіантепа, який бажає одружити свого легковажного онука Феріта на дівчині з невеликого міста з глибоко традиційної сім'ї, щоб вгамувати його. Саме ця роль принесла Сарачоглу найбільше визнання. У 2023 році акторка стала переможницею в номінаціях премій 17. GSÜ En Ödülleri як «Краща проривна актор серіалу/фільму», 8. Türkiye Gençlik Ödülleri як «Найкраща акторка в серіалі» та 9. Elle Stil Ödülleri як «Телезірка року».

## Фільмографія
| Рік  | Українська назва         | Оригінальна назва        | Роль        | Примітка |
| ---- | ------------------------ | ------------------------ | ----------- | -------- |
| 2022 | Перелітний птах          | Yalı Çapkını             | Сейран      | серіал   |
| 2021 | Йешильчам                | Yesilçam                 | Тюлін Сайґи | серіал   |
| 2020 | Вчитель                  | Ögretmen                 | Ґізем       | серіал   |
| 2019 | Діти сестер              | Kardes Çocuklari         | Хаят Четін  | серіал   |
| 2018 | Чи це кохання?           | Ask Bu Mu?               | Гюлюм       | фільм    |
| 2018 | Хороша гра               | Iyi Oyun                 | Ада         | фільм    |
| 2017 | Пані Фазилет та її дочки | Fazilet Hanim ve Kizlari | Едже Еґемен | серіал   |
| 2017 | Поганий хлопець          | Kötü Çocuk               | Кайла       | фільм    |
| 2016 | Другий шанс              | Ikinci Sans              | Чічек       | фільм    |

## Особисте життя
Афра багато часу проводить з матір'ю. Вона для неї — найближча людина й найкраща подруга. З юності акторка намагалася фінансово підтримувати сім'ю. Вони разом пройшли через важкі роки бідності. У вільний від зйомок час грає зі своєю матір'ю у волейбол. Щоб розслабитися, дівчина любить слухати музику на самоті й танцювати.
Коли молода, нікому не відома акторка отримала роль в картині знаменитого режисера Озджана Деніза, у ЗМІ з'явилися чутки про роман між ними. Афра заперечила підозри: їх пов'язувала тільки робота. 
У стосунках Афра цінує розважливість і стриманість. Замість шаленого кохання віддає перевагу свідомому. Для неї важливо, щоб партнер підтримував у важкий момент.
Кінозірка весь час присвячує кар'єрі. Вона виросла без батька, тому не довіряє чоловікам. У неї були два невеликих романи, які швидко закінчилися. У школі на неї звертали увагу представники протилежної статі, проте дівчина відкидала їх залицяння, а хлопці у відповідь злилися й називали зарозумілою.

## Нагороди
| Рік  | Премія                       | Категорія        | Номінант       | Результат |
| ---- | ---------------------------- | ---------------- | -------------- | --------- |
| 2023 | 49. Премія «Золотий метелик» | Найкраща акторка | Афра Сарачоглу | Номінація |